# Dubravko Majnarić
Dubravko Majnarić (Delnice, 4. veljače 1936. – ?, 13. veljače 2025.) bio je hrvatski jazz glazbenik, glazbeni producent i televizijski novinar te voditelj.

## Životopis
U Delnicama je privatnom obukom naučio svirati glasovir i harmoniku, no 1956. odlazi u Zagreb na studij gdje i diplomira na Filozofskom fakultetu u Zagrebu. Između 1958. i 1960. svira u orkestru Ive Robića i počinje suradnju s tadašnjom Televizijom Zagreb (Portreti i profili, Po Vašem izboru). Od 1973. do 1985. godine bo je umjetnički direktor Jugotona (danas Croatia Records), a nakon toga do 2003. ravnatelj Koncertne dvorane Vatroslava Lisinskog kada je uveo ciklus Mladi u Lisinskom.   Također je bio član raznih glazbenih udruga i organizacija, a njegovim radom mnogi glazbeni zapisi spašeni su od privatizacije. Osnivač je i voditelj ciklusa Sunday Nights Jazz orkestra Hrvatske glazbene mladeži, Proljetne revije jazza i Međunarodnih dana jazza.
Dobio je razne nagrade i priznanja poput Reda Danice Hrvatske s likom Marka Marulića te Porina za životno djelo.